# Masakra w Bilge
Masakra w Bilge miała miejsce 4 maja 2009 we wsi Bilge w okolicach Mardin w południowo-wschodniej Turcji. W wyniku strzelaniny, która miała miejsce na ceremonii weselnej zginęły 44 osoby, a około 6 zostało rannych.
Sprawcami ataku było co najmniej dwóch zamaskowanych napastników, którzy używali granatów i broń automatyczną. Turecka agencja Anatolia poinformowała, że atak trwał około 15 minut. Turecka policja zatrzymała ostatecznie osiem osób podejrzanych o udział w ataku. Minister spraw wewnętrznych Beşir Atalay poinformował iż, był to atak związany ze sporem między dwoma rodzinami a nie zamach terrorystyczny.